# Castelo de Penha Garcia
O Castelo de Penha Garcia localiza-se na freguesia de Penha Garcia, Município de Idanha-a-Nova, Distrito de Castelo Branco, em Portugal.
Castelo raiano, em posição dominante na serra do Ramiro, sobranceiro ao vale do rio Pônsul (em sua margem direita), na vertente sul da serra de Penha Garcia, uma ramificação da serra da Malcata, dos restos de seus muros usufrui-se a vista da campina envolvente até ao vale Feitoso com sua barragem.

## História

### Antecedentes
A primitiva ocupação humana de seu sítio remonta à pré-história, a um castro do período Neolítico, posteriormente romanizado, ligada, acredita-se, ao garimpo de ouro aluvional no rio Pônsul, praticado até ao final do século XX.

### O castelo medieval
À época da Reconquista cristã da Península Ibérica, admite-se que o castelo medieval tenha sido iniciado por D. Sancho I, dentro da política de fortificação que desenvolveu na Beira, diante das ameaças representadas pelo Reino de Leão a Leste, e dos Muçulmanos, a Sul.
Os domínio de Penha Garcia e seu castelo foram doados em 1220, por D. Afonso II (1211-1223), à Ordem de Santiago, para que os povoasse e os defendesse.
Penha Garcia recebeu Carta de Foral, passada por D.Afonso III (1248-1279), em 31 de Outubro de 1256. Esse documento assegurada aos moradores de Penha Garcia o foro, usos e costumes de Penamacor.
D. Dinis (1279-1325) doou os domínios da vila e seu castelo, em 1303, para a Ordem dos Templários, na pessoa de seu mestre no país à época, Vasco Fernandes. Diante da extinção da Ordem, estes passaram então para a Ordem de Cristo.
No século XVI, com a integração das ordens militares à Coroa, voltou novamente à posse régia. Encontra-se retratado por Duarte de Armas (Livro das Fortalezas, c. 1509), tendo a vila recebido Foral Novo passado por D. Manuel I (1495-1521) em Santarém, a 1 de Junho de 1510.

### Do século XVII aos nossos dias
A partir do século XVII, a sua comenda passou para os condes de São Vicente da Beira.
Foi couto do reino, ou de homiziados, até que D. Maria I (1777-1816) os extinguiu em 1790.
No século XIX, com a extinção do Concelho em 6 de Novembro de 1836, inciou-se o processo de degradação do castelo, agravado pelas atividades de caçadores de tesouros.
Património não classificado pelo poder público, do castelo medieval restam-nos, atualmente, alguns troços de muralhas, em bom estado de conservação (recentemente recuperados), e um canhão antecarga, de alma lisa, na povoação.

## A lenda do penhor de Justiça
Uma lenda local narra que D. Garcia, alcaide do Castelo de Penha Garcia, numa noite de tempestade, raptou D. Branca, jovem de rara beleza, filha do poderoso governador de Monsanto.
Após meses de perseguição implacável, D. Garcia acabou por ser capturado nas encostas da serrania pelos homens do governador. Embora as práticas do gênero, à época, fossem punidas com a pena capital, diante dos insistentes apelos da filha, o governador poupou a vida a D. Garcia, condenando-o, alternativamente, à perda do braço esquerdo, como penhor de justiça.
De acordo com os habitantes locais, a figura lendária do decepado continua vigiando, do alto das torres, o morro sobranceiro de Monsanto.